# توماس بيرسون (لاعب كريكت)
توماس بيرسون (20 يونيو 1851 - 25 نوفمبر 1935) (بالإنجليزية: Thomas Pearson)‏ هو لاعب كريكت بريطاني.